# Bedřich Dittel
Bedřich Dittel, variantně Friedrich Dittel, byl františkán působící v českých zemích a v české řádové provincii sv. Václava. Ve více konventech byl představeným (kvardiánem). V letech 1673–1674 řídil klášter ve Slaném.. Od května 1675 do následujícího roku byl kvardiánem  v Jindřichově Hradci. Řádová kapitula v květnu 1684 jej zvolila členem provinčního definitoria (definitorem), posléze byl též definitorem doživotním (habituálním). Dále působil jako hudebník ve františkánských chrámech. V roce 1681 si opsal zpěvník používaný pro doprovod mší nebo obsahující zpěvy žalmů. Svazek zřejmě nevytvořil k potřebě nějakého františkánského kostela, ale k vlastnímu užívání, neboť si jej držel až do své smrti. Františkán Bedřich Dittel zemřel v Kadani 8. října 1695 nebo 1696.